# الانتخابات الرئاسية الأمريكية 1992
الانتخابات الرئاسية الأمريكية 1992 هي الانتخابات الرئاسية الأمريكية التي جرت في 3 نوفمبر 1992، لانتخاب رئيس الولايات المتحدة، فاز بالانتخابات بيل كلينتون.

## معرض صور

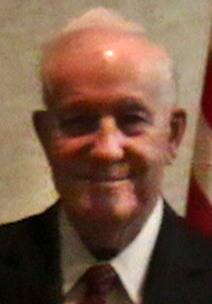
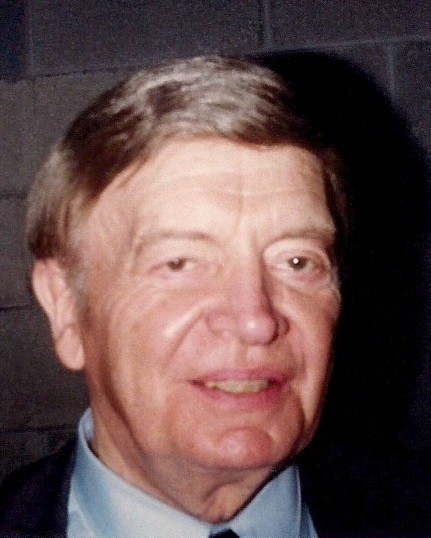
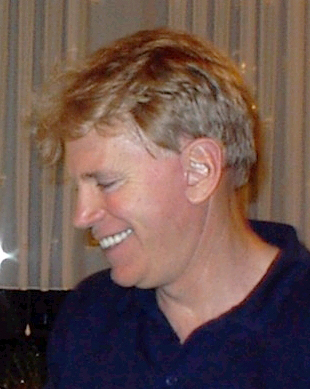
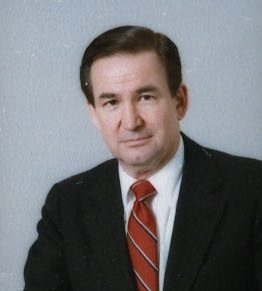
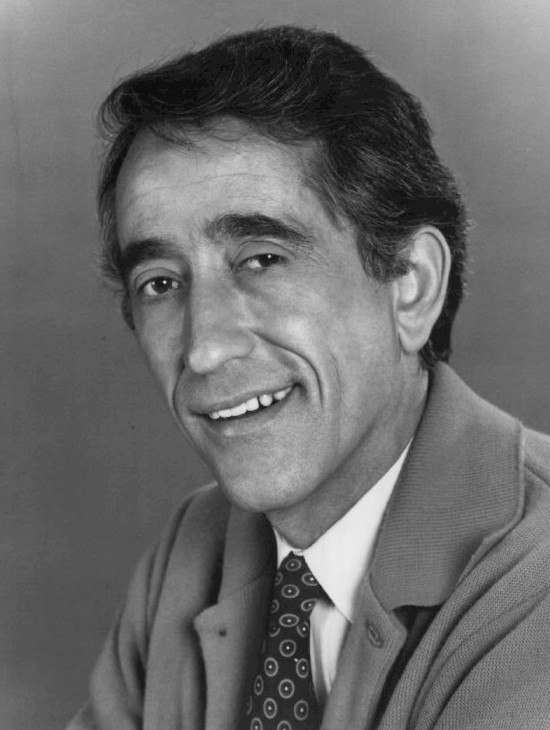